# Elica Todorova
Elica Todorova (bulharsky Елица Тодорова, * 2. září 1977 Varna, Bulharsko) je bulharská folková zpěvačka a profesionální perkusionistka.
Společně s bubeníkem Stojanem Jankulovem, s nímž dlouhodobě spolupracuje, reprezentovala Bulharsko na Eurovizi v letech 2007 (Helsinky; s písní „Water“ obsadili 5. místo), a v roce 2013 (Malmö; s písní "Samo Šampioni" obsadili 12. místo v semifinále).

## Kariéra
Narodila se ve Varně, kde studovala hru na perkuse. Od brzkého dětství navíc zpívala a hrála na klavír. Studovala na hudební škole Philipa Kouteva ve městě Kotel, kde se specializovala na zpěv. Následně absolvovala Státní akademii hudby v Sofii, obor bicích nástrojů.
Během kariéry spolupracovala s mnoha sbory, hudebními soubory a řadou bulharských i zahraničních hudebníků. Vystupovala v mnoha zemích a získala řadu ocenění. V roce 2003 začala pracovat s nejpopulárnějším bulharským bubeníkem a perkusionistou Stojanem Jankulovem.

### Eurovision Song Contest 2007
Dne 25. února 2007 zvítězila spolu se Stojanem Jankulovem a písní „Water“ v bulharském národním kole Песен На Евровизия 2007. Obdrželi 31 376 diváckých hlasů, což bylo mnohonásobně více než finalisté na druhém místě.
Dne 10. května duo vystoupilo v semifinálovém kole v Helsinkách a jako první bulharský účastník v hitorii spolu se Stojanem postoupili do finálové části. Zde se umístili na 5. místě se ziskem 157 bodů.

### Eurovision Song Contest 2013
Počátkem roku 2013 byli oba interně vybráni bulharským veřejnoprávním vysílatelem reprezentanty země na Eurovision Song Contest 2013 v Malmö. V národním kole zvítězila píseň „Kismet“, ovšem o několik dní později byla z právních důvodů diskvalifikována. Duo proto vystoupilo s písní „Samo Šampioni“ (Само Шампиони). V druhém semifinále 16. května obsadili nepostupové 12. místo se ziskem 45 bodů.

## Ocenění
Elica během své kariéry obdržela množství ocenění;
- „Zlatý fenomén“ (2005) za její fenomenální úspěchy na poli zpěvu a umění, dále za podporu bulharské kultury ve světě
- Čestný diplom (Rakousko) (2005) za její příspěvek k popularizaci bulharské jazzové hudby v rámci projektu „Krok přes hranice“

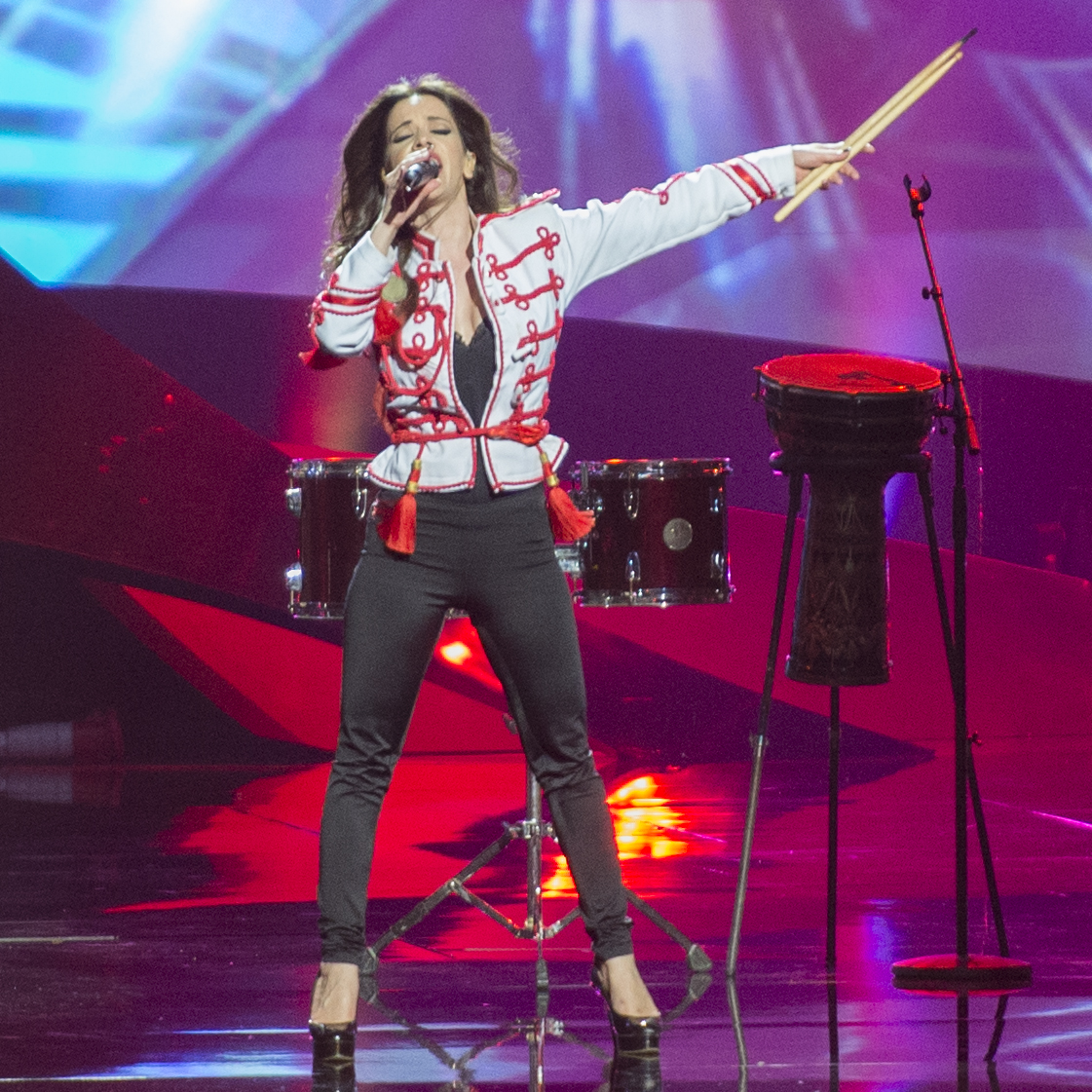
Elica Todorova vystupuje na Eurovision Song Contest 2013

## Singly
- ВОДА / Water (2007) 5. místo na Eurovision Song Contest 2007
- ЗЕМЯ / Earth (2007)
- ОГЪН / Fire (2007)
- ВЯТЪР / Wind (2007)
- КОСМОC / Cosmos (2008)
- БРАЛА МОМА РУЖА ЦВЕТЕ(2009)
- TЕБЕ ПОЕМ (2011)
- Без Светлина (2010)
- Луди нощи (2010)
- СВЕТЛИНА (2011)
- СЛЪНЦЕ (2011)
- Молитва (2011)
- Eднорог (2011)